# Lolland-Falsterserien (fodbold)
Lolland-Falsterserien (LF-serien, Herre LFS) er den femtebedste fodboldrække (en blandt flere) i Danmarksturneringen.
Det er derimod den bedste fodboldrække for herrer administreret af lokalunionen Lolland-Falsters Boldspil-Union (LFBU). Serien består af 12 hold, som spiller en kamp imod hinanden og derefter bliver delt op i et oprykningsspil og nedrykningsspil. 
Ændringer i Lolland-Falsterserien fra sæsonen 2022-23: Her vil der blive spillet en sæson med hjemme- og udekampe i alt 22. spillerunder. Fra sæsonen 2023-24 vil der kun være 8 hold i Lolland-Falsterserien.